# 1.5GHz帯
1.5GHz帯（いちてんごギガヘルツたい）は、およそ 1427.9 - 1510.9 MHz の周波数範囲の周波数帯である。波長は、20cm程度である。

## 概要
この帯域は、かつて第2世代移動通信システム(2G）のシティフォン（NTTドコモ・NTTドコモ東海）・シティオ（NTTドコモ関西）、ツーカー、SoftBank 6-2（旧デジタルホン・デジタルツーカー）や、800MHz帯を使用していたmovaの輻輳対策で割り当てられた周波数である。2Gでの利用が終了した後に再編され、第3世代移動通信システム(3G)で再割り当てが行われている。この周波数帯は過去には日本独自の割り当てであり、iPhone等のグローバル端末では利用することが出来なかった。
その後、2015年（平成27年）の世界無線通信会議 (WRC-15) にて1.5GHzがグローバルバンドとして追加され、iPhone 7以降より対応した。
3GPPが、W-CDMAおよびLTE向けに設定した帯域としては、NTTドコモに割り当てられた部分がバンド21、KDDI / 沖縄セルラー電話連合とソフトバンクモバイルに割り当てられた部分がバンド11にあたる。

## 歴史
- 1987年（昭和62年）〜1988年（昭和63年） - 「準マイクロ波帯開発部会」が、準マイクロ波帯陸上移動伝搬特性の解明のための実験を実施。
- 1994年（平成6年）
  - 4月 - NTTドコモがシティフォン、ツーカーホン関西が携帯電話サービス[4]、東京デジタルホンが携帯電話サービス（のちのSoftBank 6-2）を開始。
  - 6月 - ツーカーセルラー東京が携帯電話サービスを開始[4]。
  - 7月6日 - ツーカーセルラー東海が携帯電話サービスを開始[4]。
  - 11月25日 - 関西デジタルホンが携帯電話サービスを開始。
  - 1992年3月7日 - 東海デジタルホンが携帯電話サービスを開始。
- 1996年（平成8年）
  - 1月 - デジタルツーカー九州が携帯電話サービスを開始。
  - 5月 - デジタルツーカー中国が携帯電話サービスを開始。
  - 12月 - デジタルツーカー東北・デジタルツーカー北海道が携帯電話サービスを開始。
- 1997年（平成9年）
  - 1月 - デジタルツーカー北陸が携帯電話サービスを開始。
  - 2月 - デジタルツーカー四国が携帯電話サービスを開始。
- 2001年（平成13年）11月 - NTTドコモがmovaの輻輳対策として使用開始。
- 2004年（平成16年）8月31日 - 総務省が周波数再編アクションプランを公表し、
- 2008年（平成20年）
  - 3月31日 - KDDIがツーカー携帯電話サービスを終了[4]。
  - 6月30日 - シティフォン・シティオのサービスを終了[5]。同時にmovaの輻輳対策としての使用も終了。
- 2010年（平成22年）3月31日
  - ソフトバンクモバイルが第2世代携帯電話サービス（SoftBank 6-2）を終了[6]、これによりこれまで提供されていた全ての第2世代通信システム (2G) の免許が失効。
- 2011年（平成23年）2月25日 - ソフトバンクモバイル (現・ソフトバンク)が、DC-HSDPA方式のULTRA SPEEDを開始。
- 2012年（平成24年）11月2日 - KDDI/沖縄セルラー電話 (au) が、 LTEサービスau 4G LTE用の周波数帯として使用開始。
- 2012年（平成24年）11月16日 - NTTドコモ が、 LTEサービス Xi 用の周波数帯として使用開始（ただし、デジタルMCAの免許が失効するまでは主に東名阪以外での展開となる）。
- 2014年（平成26年）3月31日 - デジタルMCAの免許が全て失効。
- 2014年（平成26年）4月1日 - デジタルMCAの免許失効に伴い、NTTドコモに割り当てられた帯域が東名阪地域においても全て利用可能になる。
- 2017年（平成29年）3月31日 - ソフトバンクが当帯域での3Gサービスを停波。
- 2017年（平成29年）4月以降 - ソフトバンクが当帯域でのLTEサービスを順次開始。

## 利用周波数
- ソフトバンク（3GPP バンド11）
  - 基地局送信 : 1475.9 MHz - 1485.9MHz (10MHz)
  - 移動局送信 : 1427.9 MHz - 1437.9MHz (10MHz)

- KDDI/沖縄セルラー電話（3GPP バンド11）
  - 基地局送信 : 1485.9 MHz - 1495.9MHz (10MHz)
  - 移動局送信 : 1437.9 MHz - 1447.9MHz (10MHz)

- NTTドコモ（3GPP バンド21） 
  - 基地局送信 : 1495.9 MHz - 1510.9MHz (15MHz)
  - 移動局送信 : 1447.9 MHz - 1462.9MHz (15MHz)

NTTドコモのみ、デジタルMCAの利用が終了する2014年（平成26年）3月末まで東名阪地域において、後半各7.5MHz幅分が使用不可となっていた。なお、現在は全キャリアとも制限なく使用可能である。

## 提供中のサービス

### NTTドコモ
- Xi（クロッシィ）
  - LTE方式により最大下り112.5Mbps・上り37.5Mbpsとなるサービス。
  - 本帯域は、2012年冬モデル以降の大半のLTE端末で対応している（iPhone 7未満のiPhone、スマートフォン for ジュニアシリーズ等を除く）。

### KDDI / 沖縄セルラー電話 (au)
- au 4G LTE
  - LTE方式により最大下り75Mbps・上り25Mbpsとなるサービス。
  - 本帯域は、iPhoneなどのApple製品の一部を除き、2014年夏モデルのSOT21、およびKYY23、KYY24を含む2014年春モデル以前の全てのLTE端末が対応している。

### ソフトバンク(SoftBankブランド)
- ULTRA SPEED
  - HSPA+、DC-HSDPAを使った最大下り42Mbps・上り5.7Mbpsとなるサービス。2017年3月末を目処に停波され、その後、当帯域でLTEサービスを開始予定。
- ソフトバンクWi-Fiスポットのバックボーンとしての利用(システムはULTRA SPEED)。
  - グローバル端末(iPhone等)が利用できない周波数帯であったため、2GHz帯に比べて余裕があった。そのため、有効利用としてWi-Fiスポットのバックボーンとして活用し、固定回線の敷設を行うことなくWi-Fiスポットを設置可能としていた。なお、最新のWi-Fiスポット用端末は、より高速で回線に余裕のあるSoftBank 4G(AXGP)にも対応し、SoftBank 4G(AXGP)を優先的に使用する仕様となっている。

## BSデジタル放送との干渉

BS・110°CSの中間周波数と、干渉の恐れがある同帯域を使う無線システム。

2012年（平成24年）3月より本放送が開始されたBS放送（BS21ch及びBS23ch）の試験電波発射時から、他社に先行して携帯電話通信用に1.5GHz帯を利用していたソフトバンクモバイルのULTRA SPEEDにおいて、接続できない・速度が低下するといった影響が一部で確認された。原因は、個人宅などに設置されたBSアンテナは受信した電波を中間周波数BS-IFに変換（BS-21: 1419.58〜1446.58MHz、BS-23: 1457.94〜1484.94MHz）するのだが、その際にテレビ用受信ブースターの不良・配線の施工不良等によって周波数変換した電波が外部に漏れ、ULTRA SPEEDの1.5GHz帯と干渉して電波障害を起こしたものであった。2008年（平成20年）には総務省からも干渉が起こる可能性があると発表されていたが、アンテナ設置者などへの周知が徹底されていなかった。
これについてソフトバンクモバイルでは総務省と協力して対策に乗り出しているが、個人宅などに設置された受信機が原因となっているため対策完了までには時間がかかることが予想されている。本来は電波障害の発生源側である、テレビ用ブースターの設置者の責任で対策をすべきだが、電波法の対象となる機器ではないので、電波法上では発生源側で対策を取る義務はないため民事上の問題となってしまうことと、日本全国に数多く存在することもあり、当初は誰の責任で対策を行うかで調整が難航していた。しかしBS21・23chが放送できなくなるとBSの放送免許を持つ株式会社放送衛星システムの経営に大きな支障が生じる事から、最終的には同社の費用負担で対策を行った。
なお、NTTドコモ (Xi) 及びKDDI・沖縄セルラー (au 4G LTE) へ割り当てられている周波数帯でもULTRA SPEEDと同様に干渉することが予想されており、個人宅等の設備に起因する事だけに、こちらにも影響する恐れがある。